# 太巴塱戰爭
太巴塱戰爭，是台灣阿美族傳說中太巴塱部落跟卑南族之間發生的大規模戰爭，面對強大的卑南族軍隊，太巴塱部落在戰爭中透過其他阿美族部落的協助和戰略的規畫準備，成功擊退卑南族，阻止他們往花蓮北部擴張。

## 傳說

### 背景
太巴塱戰爭起源於部落中的美女莎娃（Sawa），由於莎娃相當漂亮，還很小的時候就被卑南族擄走，迫於當時卑南族的強大，阿美族人都無可奈何，只有其哥哥阿杆（Agah）無法接受，並在學成多項武藝後前往卑南族部落，和拉拉鄂斯族的馬亞威（Mayawei）一同救回了莎娃，但此舉卻引起了卑南族的憤怒，並且大舉往北方的阿美族部落進攻。
卑南族首先攻打距離較近的拉拉鄂斯族，不僅殺死了馬亞威、還將族內所有的青年屠殺殆盡，拉拉鄂斯族無力再戰，卑南族邊以族人被擄為藉口，長驅進入今花蓮縣的阿美族區域，往莎娃所在的太巴塱部落進攻，但他們本身在跟拉拉鄂斯族作戰的時候便有不小的損失，力量大不如前、而拉拉鄂斯族的噩耗也讓阿美族各部落對卑南族相當憤怒，轉而支持太巴塱部落。

### 三笠山戰役
在進入花蓮地區後，卑南族軍隊一路挺進到秀姑巒溪旁的三笠山（玉里鎮）住紮，並且被奇美部落（Kiwit）的青年法紐（Faniw，又稱瓦紐）和俄芮（Odoy，又稱那俄德庫林）發現，雖然奇美部落並非卑南族的目標，但他們對於屠殺拉拉鄂斯族的卑南族相當厭惡，為了對付他們，兩人假裝好心來提醒卑南族太巴塱部落的人跑得很快，如果要攻打他們的話可要多注意，並且提議由跑不過太巴塱部落的他們來和卑南族人比賽，讓卑南族人有所心理準備，卑南族人答應了。
事實上，兩人在跟卑南族人比賽的期間，偷偷派人回到部落，動用狄俄組（Teots）和莫洛格組（Morogots）的青年在卑南族軍隊會經過的路上布置如刺竹木樁之類的陷阱，再由拉哥阿組（Lakoa）假扮成太巴塱部落的人發動襲擊，並假裝害怕卑南族人而逃跑，卑南族人信以為真追上去，結果紛紛落入陷阱中被刺死，就算沒有死的也被埋伏在旁邊的奇美部落青年殺死，倉皇撤退，太巴塱戰爭第一階段在奇美部落的計謀之下大獲全勝，得知的太巴塱部落也因此和奇美部落組成聯盟。

### 太巴塱戰役
數年後，卑南族人逐漸恢復力量，再度攻打太巴塱，這次他們迂迴繞過奇美部落，從太巴塱部落的側面進攻（西方和東方的說法都有），而太巴塱部落早就在周圍地區建立起不少防禦建築，並且躲在六人才能抱起來的大樹後面射箭，讓卑南族軍隊難以靠近，就這樣僵持了三天四夜，後來在某天即將出戰前，太巴塱的祭司卡奇塔岸（Kakitaan'，一說是頭目）以白雞（一說飛鴿）占卜，獲得白雞飛向南方的吉兆，於是集結部落的所有戰力大舉反攻，在交戰時，另一個祭司帕哈巫卡（Pahah Foka'）拿出一個籐製的箱子打開，狂風暴雨便從湧出，讓卑南族人難以招架，最終只好撤退。

### 後續
太巴塱部落頭目下令追殺撤退的卑南族，一直追殺到今大富（Tsiokakai）地區的崗界（Okakay，堆滿屍骨之處）才放棄，據說當時沿路上都倒著卑南族人的屍體。

## 影響
這場戰爭重創了卑南族的勢力，迫使他們撤守回南方，很長一段時間無法再跟阿美族發生衝突，而阿美族（特別是太巴塱部落）和拉拉鄂斯族也自此和卑南族成為世仇。